# Supercoupe d'Italie de football 2003
Navigation
Supercoupe d'Italie 2002 Supercoupe d'Italie 2004
La Supercoupe d'Italie 2003 (italien : Supercoppa italiana 2003) est la seizième édition de la Supercoupe d'Italie, épreuve qui oppose le champion d'Italie au vainqueur de la Coupe d'Italie. Disputée le 3 août 2003 au Giants Stadium à East Rutherford aux États-Unis, la rencontre est remportée par la Juventus aux dépens de l'AC Milan sur le score de 1-1 après prolongations, 5 tirs au but à 3.

## Feuille de match
| 3 août 2003                                             | Juventus         | 1-1 a.p.                           | AC Milan            | Giants Stadium, East Rutherford, États-Unis        |                                                    |
|                                                         | Trezeguet 105+3e | (0-0)                              | 105+2e (pen.) Pirlo | Spectateurs : 54 128 Arbitrage : Pierluigi Collina | Spectateurs : 54 128 Arbitrage : Pierluigi Collina |
| Di Vaio · Trezeguet · Birindelli · Camoranesi · Ferrara | Tirs au but 5-3  | Pirlo · Serginho · Brocchi · Nesta |                     | Spectateurs : 54 128 Arbitrage : Pierluigi Collina | Spectateurs : 54 128 Arbitrage : Pierluigi Collina |

| Juventus | Milan |

| Gardien de but | 1  | Gianluigi Buffon        |     |      |
| D              | 15 | Alessandro Birindelli   |     |      |
| D              | 23 | Nicola Legrottaglie     |     |      |
| D              | 13 | Mark Iuliano            |     | 117e |
| D              | 19 | Gianluca Zambrotta      |     |      |
| M              | 3  | Alessio Tacchinardi     | 81e |      |
| M              | 18 | Stephen Appiah          |     |      |
| M              | 11 | Pavel Nedvěd            |     |      |
| A              | 9  | Fabrizio Miccoli        |     | 50e  |
| A              | 17 | David Trezeguet         |     |      |
| A              | 10 | Alessandro Del Piero    |     | 69e  |
| Remplaçants :  |    |                         |     |      |
| Gardien de but | 12 | Antonio Chimenti        |     |      |
| D              | 2  | Ciro Ferrara            |     | 117e |
| D              | 7  | Gianluca Pessotto       |     |      |
| M              | 8  | Antonio Conte           |     |      |
| M              | 16 | Mauro Germán Camoranesi |     | 50e  |
| M              | 26 | Edgar Davids            |     |      |
| A              | 20 | Marco Di Vaio           |     | 69e  |
| Entraîneur :   |    |                         |     |      |
| Marcello Lippi |    |                         |     |      |

| Gardien de but  | 77 | Christian Abbiati  |     |     |
| D               | 2  | Cafu               |     |     |
| D               | 13 | Alessandro Nesta   |     |     |
| D               | 3  | Paolo Maldini      | 28e |     |
| D               | 4  | Kakhaber Kaladze   |     |     |
| M               | 10 | Rui Costa          |     | 81e |
| M               | 21 | Andrea Pirlo       |     |     |
| M               | 8  | Gennaro Gattuso    |     | 43e |
| M               | 20 | Clarence Seedorf   |     | 77e |
| A               | 7  | Andriy Chevtchenko |     |     |
| A               | 9  | Filippo Inzaghi    |     |     |
| Remplaçants :   |    |                    |     |     |
| Gardien de but  | 12 | Dida               |     |     |
| D               | 14 | Dario Šimić        |     |     |
| D               | 25 | Roque Júnior       |     |     |
| M               | 23 | Massimo Ambrosini  |     | 43e |
| M               | 27 | Serginho           |     | 77e |
| M               | 32 | Cristian Brocchi   |     | 81e |
| A               | 18 | Marco Borriello    |     |     |
| Entraîneur :    |    |                    |     |     |
| Carlo Ancelotti |    |                    |     |     |